# Intef IV
Sehetepkara Intef, o Intef IV, fue un faraón de la dinastía XIII de Egipto que reinó cerca de 1710-1707  a. C.
Este gobernante figura en un fragmento del Canon Real de Turín como ...ka...Intef, en el registro VI,22.

## Testimonios de su época
El nombre de este soberano está inscrito en la base de una estatua, procedente de Medinet Maadi (El Fayum), depositada en el Museo de El Cairo, y varios escarabeos.

## Titulatura
| Titulatura | Jeroglífico | Transliteración (transcripción) - traducción - (referencias) |

| N5 | s | R4 · t · p | D28 |

| N5 | s | R4 · t · p | D28 |

| N5 | s | R4 · t · p | D28 |

| N5 | s | R4 · t · p | D28 |

| N5 | s | R4 · t · p | D28 |

| N5 | s | R4 · t · p | D28 |

| N5 | s | R4 · t · p | D28 |

| N5 | s | R4 · t · p | D28 |

| N5 | s | R4 · t · p | D28 |

| N5 | s | R4 · t · p | D28 |

| N5 | s | R4 · t · p | D28 |

| N5 | s | R4 · t · p | D28 |

| N5 | s | R4 · t · p | D28 |

| N5 | s | R4 · t · p | D28 |

| N5 | s | R4 · t · p | D28 |

| N5 | s | R4 · t · p | D28 |

| W25 | t · f |

| W25 | t · f |

| W25 | t · f |

| W25 | t · f |

| W25 | t · f |

| W25 | t · f |

| W25 | t · f |

| W25 | t · f |

| W25 | t · f |

| W25 | t · f |

| W25 | t · f |

| W25 | t · f |

| W25 | t · f |

| W25 | t · f |

| W25 | t · f |

| W25 | t · f |

| HASH | D28 | Z1 | G7 | i | W25 | n&t&f | G7 |

| HASH | D28 | Z1 | G7 | i | W25 | n&t&f | G7 |